# Nicolas Notovitch

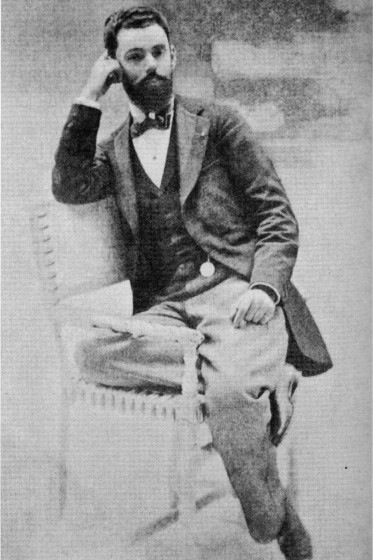
Nicolas Notovitch

Nicolas Notovitch, russisch Николай Александрович Нотович, Nikolai Alexandrowitsch Notowitsch, auch Nikolas Notovič, Nicolas Aleksandrovich Notovich oder Shulim (* 13. Augustjul. / 25. August 1858greg. in Kertsch, Russisches Kaiserreich; † nach 1916), war ein russischer Journalist, Herausgeber und Schriftsteller.

## Leben
Notovitch wurde als Sohn eines Rabbiners in Kertsch, einer Hafenstadt auf der Krim, geboren. Sein älterer Bruder war Ossip Konstantinowitsch Notowitsch (1849–1914), später ein promovierter Jurist. Obwohl über Nikolai Notovitchs Kindheit und Jugend weder eigene noch fremde Angaben vorliegen, wird angenommen, dass er eine höhere Schulausbildung erhielt, weil er – seinem älteren Bruder Osip folgend – als junger Mann die Universität St. Petersburg besuchte. 1873/1874 begann sein Bruder Osip als Feuilletonredakteur der St. Petersburger Zeitung Novoje Wremja zu arbeiten. Offenbar durch die Beschäftigung mit zeitgenössischen Schriften aus dem Bereich der russischen Geschichte und Politik entwickelte Nikolai Notovitch ein panslavistisches Geschichtsverständnis, eine glühende Verehrung Russlands und die Vorliebe für ein russisch-französisches Bündnis. Zu seiner jüdischen Herkunft nahm er hingegen eine ablehnende Haltung ein, wahrscheinlich konvertierte er wie sein Bruder Osip zur russisch-orthodoxen Kirche. Als Freiwilliger zog er in den Serbisch-Osmanischen Krieg, anschließend in den Russisch-Osmanischen Krieg. 1883 fand er als Orientkorrespondent der Novoje Wremja ein journalistisches Betätigungsfeld. In dieser Funktion bereiste er den Balkan, den Kaukasus, Zentralasien und Persien. 1887 unternahm er eine Indienreise. 1889 ging er nach Paris, wo er u. a. für die Zeitungen Le Figaro, Le Journal und La science française schrieb. 1893 zog er im Zusammenhang mit dem Panamaskandal den Zorn des russischen Botschafters Baron Arthur von Mohrenheim auf sich, weil er in einem Beitrag in Le Figaro angedeutet hatte, dass der Baron Bestechungsgelder erhalten habe. 1895 wurde Notovitch bei einem Besuch in St. Petersburg verhaftet und in die Peter-und-Paul-Festung gebracht. Anschließend wurde er – ohne Gerichtsverfahren, aber unter Hinweis auf sein „für den Staat und die Gesellschaft gefährliches literarisches Schaffen“ – in die Verbannung nach Sibirien geschickt, aus der er 1897 zurückkehren durfte. 1897 bereiste er von Paris aus Ägypten. Ab 1898 gab er in Paris die 14-täglich erscheinende Zeitschrift La Russie heraus, in der auch eigene Beiträge erschienen. 1899 wurde er in Paris in die angesehene Société d’Histoire Diplomatique aufgenommen, als deren Mitglied er bis 1904 nachgewiesen ist. Für das Jahr 1903 ist ein Wohnsitz in London belegt, den Notovitch bis 1906 bewohnt haben könnte. Als „russischer Agent“ lieferte er im Dezember 1904 dem französischen Außenminister Théophile Delcassé und dem St. Petersburger Palastkommandanten General Hesse genaue Details zum Doggerbank-Zwischenfall. Bis zum Jahre 1916 wurde Notovitch als Redakteur und Herausgeber verschiedener Zeitungen in St. Petersburg genannt, danach verlieren sich seine Spuren.

### Die Lücke im Leben Jesu
Internationales Aufsehen erregte Notovitch 1894 durch seine Schrift La vie inconnue de Jésus-Christ (wörtlich: Das unbekannte Leben Jesu Christi), die zunächst auf Französisch erschienen war und schon bald in weitere Sprachen übersetzt wurde, unter dem Titel Die Lücke im Leben Jesu im gleichen Jahr auch ins Deutsche. Darin verbreitete Notovitch die Geschichte, dass Jesus von Nazaret in seiner Jugend Galiläa verlassen und lange in Indien gelebt haben soll. Bei indischen Gelehrten habe Jesus dort – vor seinem späteren Wirken als Jesus Christus in Judäa – den Buddhismus und den Hinduismus studiert. Notovitch berief sich dabei auf einen Text in zwei Manuskripten („zwei dicke, in Pappe gebundene Bücher“), den er bei seiner Indienreise 1887 von einem Lama in dem buddhistischen Kloster von Hemis (Ladakh) vorgestellt und vorgelesen bekommen hätte. Diesen Text – gegliedert in Kapitel und Verse – veröffentlichte er im Rahmen seiner Schrift auf Französisch unter dem Titel La vie de Saint Issa (Das Leben des Heiligen Issa).
Die Veröffentlichung löste heftige, größtenteils ablehnende Reaktionen aus. Eine Engländerin, die das Kloster von Hemis und seinen Vorsteher daraufhin besuchte, erkundigte sich nach dem Wahrheitsgehalt von Notovitchs Behauptungen. Friedrich Max Müller, ein angesehener Sprach- und Religionswissenschaftler der Universität Oxford, erhielt von ihr durch einen Brief vom 29. Juni 1894 die Auskunft, dass Notovitch und die von ihm angeführten Manuskripte dort gänzlich unbekannt seien. Ein Russe bzw. eine Person mit den Merkmalen von Notovitch hätte sich in dem Kloster überhaupt nicht aufgehalten. Diese Auskunft erhielt auch J. Archibald Douglas, Professor für Englisch und Geschichte am Government College Agra, der das Kloster Hemis und seinen Vorsteher 1895 besuchte. Später soll Notowitch zugegeben haben, die Geschichte erfunden zu haben. Dem steht entgegen, dass ein weiterer Besucher des Klosters, der indische Mönch Swami Abhedananda (1866–1939), angab, dass ihm dieses Manuskript gezeigt wurde. Obwohl seine Abschrift um einiges kürzer ist als die von Notovitch, sind die Textstellen nahezu identisch.
Die römisch-katholische Kirche setzte das Werk auf den Index Librorum Prohibitorum. In esoterischer und theosophischer Literatur (Nicholas Roerich, Elizabeth Clare Prophet, Holger Kersten), in verschiedenen Hindu-Kreisen und von der Ahmadiyya-Bewegung (Mirza Ghulam Ahmad) wurde das Werk hingegen positiv aufgegriffen (→ Yuz Asaf).

## Schriften
- Mariage idéal, Theaterstück, St. Petersburg, 1880er Jahre
- Gallia, Drama, unveröffentlicht, Datum unbekannt
- L’alliance franco-russe et la coalition européenne, par un général russe. Paris 1887
- Gdě doroga v Indiju (Wo geht der Weg nach Indien?), 1889
- Pravda ob evrejach (Die Wahrheit über die Juden), 1889
- L’Europe à la veille de la guerre. A. Savine, Paris 1890
- L’empereur Alexandre III et son entourage. Paul Ollendorff, Paris 1893
- La vie inconnue de Jésus-Christ. Paul Ollendorff, Paris 1894 (Digitalisat des französischen Originals im Portal archive.org, englische Übersetzung im Portal gutenberg.org)
- L’Europe et l’Égypte, 1898
- Verschiedene Aufsätze und Reportagen in der Zeitschrift La Russie, ab 1898
- La femme à travers le monde, étude, observations et aphorismes, 1901 (?)
- La Russie et l’alliance anglaise: étude historique et politique. Plon-Nourrit, Paris 1906